# Mezoregion Vale do Paraíba Paulista

Mezoregion Vale do Paraíba Paulista

Mezoregion Vale do Paraíba Paulista – mezoregion w brazylijskim stanie São Paulo, skupia 39 gmin zgrupowanych w sześciu mikroregionach. Liczy 16.212,6 km² powierzchni.

## Mikroregiony
- Bananal
- Campos do Jordão
- Caraguatatuba
- Guaratinguetá
- Paraibuna e Paraitinga
- São José dos Campos